# Crateri di Mimas
Segue una lista dei crateri d'impatto presenti sulla superficie di Mimas. La nomenclatura di Mimas è regolata dall'Unione Astronomica Internazionale; la lista contiene solo formazioni esogeologiche ufficialmente riconosciute da tale istituzione.
I crateri di Mimas portano, con l'eccezione di Herschel dedicato allo scopritore della luna, i nomi di personaggi legati alla leggenda di Re Artù.

## Prospetto
| Cratere   | Eponimo | Latitudine | Longitudine | Diametro |
| --------- | --- | ---------- | ----------- | -------- |
| Accolon   | Accolon - Amante di Morgana, sorella di Re Artù. | 70,56° S   | 184,41° W   | 48 km    |
| Arthur    | Re Artù - Re a capo dei cavalieri della Tavola Rotonda. | 35,4° S    | 196,04° W   | 64 km    |
| Balin     | Balin - Cavaliere di impareggiabile coraggio e virtù. | 14,71° N   | 82,51° W    | 35 km    |
| Ban       | Ban di Benoic - Padre di Lancillotto. | 43,93° N   | 160,75° W   | 37 km    |
| Bedivere  | Bedivere - Il cavaliere che restituì Excalibur alla Dama del Lago dopo la morte di Artù.                                                                    | 9,57° N    | 149,42° W   | 25 km    |
| Bors      | Bors - Re di Gaul, fratello di Ban di Benoic. | 41,82° N   | 172,3° W    | 34 km    |
| Dagonet   | Dagonet - Giullare di corte di Re Artù. | 47,84° N   | 261,62° W   | 28 km    |
| Dynas     | Dynas - Cavaliere della Tavola Rotonda. | 2,35° N    | 80,71° W    | 35 km    |
| Elaine    | Elena di Corbenic - Figlia di Re Pelles, amante di Lancillotto e madre di Galahad.                                                                          | 46,33° N   | 107° W      | 21 km    |
| Gaheris   | Gaheris - Cavaliere della Tavola Rotonda accidentalmente ucciso da Lancillotto nel tentativo di salvare Ginevra dalle fiamme.                               | 44,57° S   | 298,19° W   | 23 km    |
| Galahad   | Galahad - Cavaliere della Tavola Rotonda, figlio illegittimmo di Lancillotto e Elena di Corbenic, fu uno dei tre cavalieri che recuperarono il Sacro Graal. | 45,32° S   | 145,31° W   | 34 km    |
| Gareth    | Sir Gareth - Cavaliere della Tavola Rotonda, figlio di Lot e Morgause, accidentalmente ucciso da Lancillotto nel tentativo di salvare Ginevra dalle fiamme. | 43,06° S   | 287,78° W   | 23 km    |
| Gawain    | Galvano - Primogenito di Lot, più il sole splendeva e più diventava forte: a mezzogiorno era invincibile.                                                   | 58,54° S   | 261,08° W   | 27 km    |
| Gwynevere | Ginevra - Moglie di Artù e amante di Lancillotto. | 17,6° S    | 323,7° W    | 42 km    |
| Herschel  | William Herschel - Astronomo anglo-tedesco, scopritore di Mimas.                                                                                            | 1,38° S    | 111,76° W   | 139 km   |
| Igraine   | Ygraine - Madre di Re Artù. | 41,99° S   | 231,21° W   | 38 km    |
| Iseult    | Isotta - L'amore di Tristano. | 47,24° S   | 33,78° W    | 21 km    |
| Kay       | Sir Kay - Siniscalco alla corte di Artù. | 44,61° N   | 120,54° W   | 24 km    |
| Lamerok   | Lamorak - Figlio di Pellinore. | 62,27° S   | 289,18° W   | 20 km    |
| Launcelot | Lancillotto - Cavaliere prediletto da Re Artù e amante della Regina Ginevra.                                                                                | 9,46° S    | 328,49° W   | 30 km    |
| Lot       | Lot del Lothian - Re del Lothian, alla guida dei ribelli del nord-ovest, sposò Margause, la sorellastra di Artù.                                            | 31,46° S   | 231,6° W    | 22 km    |
| Lucas     | Lucas - Maggiordomo di palazzo alla corte di Artù. | 40,75° N   | 220,35° W   | 40 km    |
| Marhaus   | Moroldo - Zio di Isotta, ferisce Tristano con una spada avvelenata prima di essere da lui ucciso.                                                           | 8,96° S    | 0,06° W     | 34 km    |
| Mark      | Marco di Cornovaglia - Re di Cornovaglia, marito di Isotta.                                                                                                 | 26,28° S   | 308,32° W   | 20,8 km  |
| Melyodas  | Meliodas - Re di Lyonesse, fratello di Marco di Cornovaglia e padre di Tristano.                                                                            | 74,93° S   | 77,19° W    | 40 km    |
| Merlin    | Mago Merlino - Mago e chiaroveggente, figlio di un demone e di una donna mortale, alleva Artù e lo conduce fino al trono.                                   | 38,43° S   | 219,01° W   | 37 km    |
| Modred    | Mordred - Figlio illegettimo di Artù e di Morgana, nemico giurato del padre, ferì a morte Artù ma fu al contempo ucciso da questi.                          | 4,15° N    | 219,68° W   | 26 km    |
| Morgan    | Fata Morgana - Sorellastra di Artù, tramò per la sua deposizione.                                                                                           | 24,21° N   | 244,98° W   | 43 km    |
| Nero      | Nero - Re dell'Ovest, nemico di Artù. | 0,36° S    | 307,3° W    | 22 km    |
| Palomides | Palamede - Nobile cavaliere saraceno, avversario di Tristano. Questo cratere è stato scelto per segnare il meridiano fondamentale di Mimas.                 | 3,39° N    | 162° W      | 10 km    |
| Pellinore | Pellinore - Re di Listenoise, alleato di Artù. | 29,76° N   | 135,45° W   | 36 km    |
| Percivale | Parsifal - Il cavaliere dal cuore puro che trova il Santo Graal.                                                                                            | 3,01° S    | 178,86° W   | 20 km    |
| Royns     | Royns - Re dell'Ovest, nemico di Artù. | 32,46° N   | 347,49° W   | 22,1 km  |
| Tristram  | Tristano - L'amore di Isotta. | 52,32° S   | 28,98° W    | 12 km    |
| Uther     | Uther Pendragon - Re di Britannia e padre di Artù. | 35,16° S   | 250,17° W   | 34 km    |